# Scarus dimidiatus
 Scarus dimidiatus és una espècie de peix de la família dels escàrids i de l'ordre dels perciformes.

## Morfologia
Els mascles poden assolir els 40 cm de longitud total.

## Distribució geogràfica
Es troba des d'Indonèsia fins a Samoa, les Illes Ryukyu i la Gran Barrera de Corall.